# مذبحة رابوتو
كانت مذبحة رابوتو حادثة وقعت في 22 أبريل 1994، حيث هاجمت القوات العسكرية وشبه العسكرية حي رابوتو غوناييف، هايتي، الذي كان مواطنيه يشاركون في مظاهرات مؤيدة لجان برتران أريستيد. قُتل ما لا يقل عن ستة من السكان، رغم أن معظم الجماعات قدرت الخسائر الحقيقية بأنها أكبر.
في عام 2000، حاكمت محكمة في هايتي تسعة وخمسين شخصًا لأدوار مزعومة في المذبحة، حوكم 37 منهم غيابياً، بمن فيهم زعيم الانقلاب السابق راؤول سيدراس. 16 من الذين حوكموا شخصياً أدينوا، في حين أدين جميع من حوكموا غيابياً وعددهم 37 وحكم عليهم بالسجن مدى الحياة. في مايو 2005، ألغت المحكمة العليا جميع الأحكام الصادرة عن المحكمة.

## المذبحة
رابوتو هو حي من أحياء الصفيح بالقرب من البحر في غوناييف في شمال غرب هايتي. بعد الانقلاب الهايتي عام 1991 ضد الرئيس جان برتران أريستيد، عقد السكان مسيرات لدعم أريستيد ومعارضة الديكتاتورية العسكرية الفعلية التي حلت مكانه.
وفي 22 أبريل 1994 اقتحم جنود وقوات شبه عسكرية الحي فجرًا. لقد ذهبوا من منزل إلى منزل، وقاموا بضرب واعتقال السكان، بمن فيهم الأطفال وكبار السن، مما جعل البعض يختبي في المجاري المفتوحة. تم إطلاق النار على الأشخاص الذين ركضوا. كما أطلق الجنود النار بشكل عشوائي على المواطنين الذين كانوا يجمعون الحطب، واستولوا على قوارب التجديف لمهاجمة قوارب الصيد في عرض البحر.
منع الجيش العائلات من جمع جثث الموتى، مما جعل العد الدقيق مستحيلاً. قدر الصحفيون في رابوتو مقتل ما لا يقل عن ثلاثين شخصًا،  بينما ذكرت إجراءات المحاكمة اللاحقة أن ستة أشخاص على الأقل قُتلوا. قدر محامو حقوق الإنسان أن ثمانية إلى خمسة عشر شخصًا قتلوا.

## قضايا المحاكم في هايتي
في عام 2000، وضع تسعة وخمسين شخصاً على المحاكمة لدورهم في المذبحة، 37 منهم غيابيًا من بينهم زعيم الانقلاب راؤول سيدراس، الرئيس السابق للمجلس الوطني للشرطة ميشيل فرانسوا، وقادة القوات شبه العسكرية ايمانويل كونستنت ولويس جوديل تشامبلين. وساعد المدعون العامون في إعداد القضية ماريو جوزيف وبريان كونكانون من مكتب المحامين الدولي. استمرت المحاكمة 6 أسابيع وانتهت في 9 نوفمبر 2000. وجدت هيئة المحلفين أن 16 من المتهمين الـ 22 المحتجزين مذنبون بالمشاركة في المجزرة، وبرأت ستة منهم. وحكم على 12 من الذين ثبتت إدانتهم بالسجن مدى الحياة، بينما حكم على الأربعة الآخرين بالسجن من أربع إلى تسع سنوات. أدين جميع المتهمين الـ 37 الذين حوكموا غيابياً وحكم عليهم بالأشغال الشاقة المؤبدة.
ووصفت صحيفة نيويورك تايمز المحاكمة بأنها «قضية تاريخية» بالنسبة لهايتي «وهي خطوة على طريق تقديم طبقة النخبة من الضباط العسكريين وشبه العسكريين إلى العدالة وأتباعهم بسبب انتهاكات حقوق الإنسان». كانت المحاكمة موضوع فيلم وثائقي تم إنتاجه عام 2003 بعنوان بوت ماك سونج: محاكمة رابوتو.
بحلول عام 2005، توفي أحد المتهمين الستة عشر المسجونين، بينما أفادت التقارير أن الخمسة عشر الباقين قد فروا من السجن، في عملية كسر حماية جماعية في غونايف حيث تم دفع جرافة عبر جدران أحد السجون  في 3 مايو / أيار، 2005، نقضت المحكمة العليا الأحكام، وحكمت بأن «المحكمة الجنائية لغوناييف، التي أنشئت بمساعدة هيئة محلفين، لم تكن مختصة بالفصل في القضية». وأدانت منظمة العفو الدولية هذا التراجع ووصفته بأنه «خطوة كبيرة إلى الوراء».

## قضايا المحاكم في الولايات المتحدة

### إيمانويل توتو كونستانت
فر إيمانويل «توتو» كونستانت من هايتي سيرًا على الأقدام إلى جمهورية الدومينيكان التي تمكن من السفر منها إلى الولايات المتحدة.
في النهاية تم سجنه من قبل دائرة الهجرة والجنسية الأمريكية. كما أورد ديفيد جران، في مقالته في مجلة الأطلسي الشهرية بعنوان «إعطاء الشيطان حقه. . .» عمل كونستانت مع وكالة المخابرات المركزية، باعترافه وباعتراف مصادر الحكومة الأمريكية. في عام 1996، قدم وزير الخارجية وارن كريستوفر إفادة خطية إلى محكمة الهجرة، دعا فيها إلى ترحيل كونستانت. أشار الوزير كريستوفر إلى الاتهامات الواسعة وذات المصداقية بانتهاكات حقوق الإنسان التي ارتكبها كونستانت، ورأى أن الفشل في ترحيل كونستانت سيعطي مظهرًا أن الحكومة الأمريكية تدعم أنشطة كونستانت. وافق القاضي وأصدر أمر نفي، لكن لم يتم تنفيذه. بعد صدور الأمر، رفع كونستانت دعوى ضد جانيت رينو مدعيًا أن وكالة المخابرات المركزية «تعاونت» معه. تم إطلاق سراح كونستانت في النهاية من حجز الولايات المتحدة بأمر حظر النشر.
في عام 2006، أمرت محكمة ولاية نيويورك كونستانت بدفع 19 مليون دولار كتعويض مدني لثلاث نساء تعرضن للاغتصاب والتعذيب من قبل جبهة النهوض والتقدم في هايتي. تم رفع القضية من قبل مركز العدالة والمساءلة ومركز الحقوق الدستورية.
في عام 2008، أدين كونستانت بستة جرائم تتعلق بالاحتيال على الرهن العقاري وحُكم عليه بالسجن لمدة تتراوح بين 12 و 37 عامًا. وهو مسجون حاليًا في سجن شديد الحراسة في نيويورك.

### العقيد كارل دوريلين
كان كارل دوريلين كولونيلًا في الجيش الهايتي أثناء الانقلاب 1991-1994، وكان مسؤولاً عن الانضباط وشؤون الموظفين. بعد استعادة الديمقراطية في هايتي، هرب دوريلين إلى الولايات المتحدة. في عام 2003، تم ترحيله إلى هايتي بسبب سجله في مجال حقوق الإنسان، وتم احتجازه بسبب إدانته غيابياً. اختار عدم ممارسة حقه في محاكمة جديدة. بعد عام واحد من عودته، تمت الإطاحة بالرئيس أريستيد مرة أخرى في انقلاب عام 2004 وهرب دوريلين من السجن. ولم يُعاد إلى السجن حتى مايو / أيار 2008.
رفع مركز العدالة والمساءلة دعوى ضد دوريلين قبل ترحيله مباشرة. تم رفع الدعوى بموجب قانون تعويض الأجانب عن الأضرار المدنية عن وفاة زوج المدعي ماري جان، الذي قُتل في مذبحة رابوتو، والاعتقال التعسفي والتعذيب للزعيم العمالي ليكسيوست كاجوست. في 23 فبراير 2007، تم العثور على دوريلين مسؤولاً مدنياً في المحكمة الفيدرالية الأمريكية عن التعذيب والقتل خارج نطاق القضاء. وأمر بدفع 4.3 مليون دولار كتعويضات مدنية.
في عام 1997، فاز دوريلين بمبلغ 3 ملايين دولار في يانصيب فلوريدا. تم حجز مكاسبه ووضعها في حساب الضمان. في أغسطس 2006، من قانون العدالة الجنائية، قضت محكمة ولاية فلوريدا بأن الحكم المدني الهايتي ضد دوريلين كان قابلاً للتنفيذ في الولايات المتحدة 
الأصول المصادرة من العقيد دوريلين تم توزيعها على ضحايا رابوتو في 16 مايو 2008.

## روابط خارجية
- موقع الفيلم الوثائقي محاكمة رابوتو نسخة محفوظة 14 يونيو 2013 على موقع واي باك مشين.